# Choctella cumminsi
Choctella cumminsi är en mångfotingart som beskrevs av Chamberlin 1918. Choctella cumminsi ingår i släktet Choctella och familjen Choctellidae. Inga underarter finns listade i Catalogue of Life.